# Tid att älska dags att dö
Tid att älska dags att dö är den tyske författaren Erich Maria Remarques mest berömda roman efter På västfronten intet nytt. Den handlar om en tysk soldat som kommer hem på permission från kriget, i detta fall andra världskriget och utkom 1954 under den tyska originaltiteln Zeit zu leben und Zeit zu sterben.

## Handling
Soldaten har länge väntat på sin första permission sedan fälttåget mot Sovjetunionen inleddes, den 22 juni 1941 (Operation Barbarossa). Efter att han lämnat sitt fältförband får han veta att "alla permissioner har dragits in", men han kommer likväl med den sista hemtransporten från sin del av fronten. Väl hemma märker han att tåget inte stannar vid stationen, utan långt utanför (den icke namngivna) hemstaden. Istället transporteras han med buss till centrum. Väl där upptäcker han att många byggnader mer eller mindre har förstörts av de västallierades bombflyg. Han hittar inte sina föräldrar och får istället bosätta sig på stadens lokala kasern för permittenter. Bombalarm ljuder nästan varje natt, men ofta hörs bombplanen flyga förbi - för att istället bomba andra städer. Under sina försök att få reda på föräldrarnas öde träffar han en kvinna och förälskelse uppstår. Tid att älska. Båda förstår att de troligen inte kommer träffas någonsin igen, när det blir dags för soldaten att återvända till kriget. Folk vet inte om deras hem kommer bestå nästa bombanfall eller ej och hela situationen präglas av tillfälligheter. Slutligen får soldaten återvända till fronten och väl tillbaka har många av hans kamrater stupat eller skadats allvarligt och nu är det Dags att dö.